# Hittarp
Hittarp est une localité de Suède dans la commune d'Helsingborg en Scanie.
Sa population était de 4 637 habitants en 2019.